# 张钧 (唐朝)
张钧（9世纪—894年），唐朝末年将领。
中和二年（882年）二月，时值黄巢之乱，泾原节度使胡公素去世，时张钧为泾原军大将，军中请命于都统王铎，王铎承制以朝廷名义以张钧为留后。六月，张钧被任为节度使。三年（883年）三月，说服吐蕃、吐谷浑结盟共讨黄巢。四年（884年），表以原州下辖平凉县置渭州。
景福元年（892年），凤翔节度使李茂贞兼并邻镇，张钧依附李茂贞。乾宁元年（894年）二月薨，表其兄张鐇为留后。